# Corybas abellianus
Corybas abellianus là một loài thực vật có hoa trong họ Lan. Loài này được Dockrill mô tả khoa học đầu tiên năm 1955.